# Jean-Christophe Péraud
Jean-Christophe Péraud (ur. 22 maja 1977 w Tuluzie) – francuski kolarz górski, szosowy i przełajowy, wicemistrz olimpijski, mistrz świata oraz dwukrotny mistrz Europy w kolarstwie górskim. Obecnie jest zawodnikiem grupy Ag2r-La Mondiale.

## Kariera
Pierwszy sukces w karierze Jean-Christophe Péraud osiągnął w 2005 roku, kiedy zdobył złoty medal w cross-country podczas mistrzostw Europy w kolarstwie górskim w Kluisbergen. W zawodach tych wyprzedził bezpośrednio swego rodaka Juliena Absalona oraz Włocha Marco Bui. Rok wcześniej wystartował na igrzyskach olimpijskich w Atenach, gdzie rywalizację w cross-country zakończył na jedenastej pozycji. Największe sukcesy osiągnął w 2008 roku, kiedy zdobył trzy medale na trzech różnych imprezach. Wspólnie z Arnaudem Jouffroy, Laurence Leboucher i Alexisem Vuillermozem zwyciężył w sztafecie zarówno podczas mistrzostw świata w Val di Sole jak i podczas mistrzostw Europy w St. Wendel. Ponadto na igrzyskach olimpijskich w Pekinie zdobył srebrny medal, przegrywając tylko z Absalonem (trzeci był Nino Schurter ze Szwajcarii). Był ponadto siódmy w cross-country na MŚ w Fort William w 2007 roku i rozgrywanych dwa lata później MŚ w Canberze. Startował również na igrzyskach w Londynie w 2012 roku, jednak zajął dopiero 29. miejsce. Trzykrotnie stawał na podium zawodów Pucharu Świata w kolarstwie górskim, jednak nie odniósł zwycięstwa. Najlepszy wynik osiągnął w sezonie 2004, który ukończył na czwartym miejscu w klasyfikacji generalnej.
Péraud startuje też w wyścigach na szosie. Jest między innymi mistrzem Francji w jeździe indywidualnej na czas z 2009 roku, w latach 2011 i 2013 był drugi w Tour Méditerranéen, a w 2013 roku był trzeci w wyścigu Paryż-Nicea. Ponadto był czwarty w Vuelta al País Vasco w 2010 roku oraz siódmy w wyścigu Dookoła Pekinu i dziesiąty w Tour de France w 2011 roku.
Startował także w zawodach przełajowych, jednak bez większych sukcesów.

## Najważniejsze zwycięstwa i sukcesy

### kolarstwo górskie
2008
- 2. miejsce w igrzyskach olimpijskich (cross-country)

### kolarstwo szosowe
2009
- 1. miejsce w mistrzostwach Francji (jazda ind. na czas)

2010
- 4. miejsce w Vuelta al País Vasco
- 9. miejsce w Paryż-Nicea

2011
- 2. miejsce w Tour Méditerranéen
- 6. miejsce w Paryż-Nicea
- 9. miejsce w Tour de France

2013
- 2. miejsce w Tour Méditerranéen
- 1. miejsce na 4. etapie Tour Méditerranéen
- 3. miejsce w Paryż-Nicea
- 6. miejsce w Tour de Romandie

2014
- 1. miejsce w Critérium International
- 4. miejsce w Tirreno-Adriático
- 2. miejsce w Tour Méditerranéen
  - 1. miejsce na 5 etapie.
- 3. miejsce w Vuelta al País Vasco
- 2. miejsce w Tour de France

2015
- 1. miejsce w Critérium International
  - 1.miejsce na 3 etapie.